# Dalberg-Preis
Die Akademie gemeinnütziger Wissenschaften zu Erfurt lobt seit 2005 in Verbindung mit den Thüringer Universitäten und Hochschulen den Dalberg-Preis für transdisziplinäre Nachwuchsforschung aus. Der Preis ist nach Carl von Dalberg (1744–1817), Mainzer Statthalter zu Erfurt und Spezialprotektor der Akademie, später u. a. letzter Reichserzkanzler und Fürstprimas der Rheinbundes benannt. Der Preis ist (Stand 2017) mit 2000 Euro dotiert.
Der Dalberg-Preis wird, nach einer Bewertung durch eine Preisfindungskommission, an deutsch- oder englischsprachige akademische Arbeiten (abgeschlossene Diplom- oder Masterarbeiten, Dissertationen, Habilitationsschriften) aus Deutschland und dem Ausland vergeben. Die Arbeiten müssen ein transdisziplinäres Thema behandeln.

## Preisträger
- 2005: Tanja Pommerening, Pharmazeutin und Ägyptologin, Universität Marburg (seit 2010 Professorin für Ägyptologie an der Universität Mainz)
- 2006: Christina Brandt, Germanistin und Wissenschaftshistorikerin, Max-Planck-Institut für Wissenschaftsgeschichte Berlin
- 2007: Holger Helbig, Germanist, Naturforschung, Universität Erlangen-Nürnberg (seit 2009 Professor für Neuere deutsche Literaturwissenschaft des 20. Jh. an der Universität Rostock)
- 2008: Stefan Artmann, Philosoph, Universität Jena
- 2009: Matthias Nöther, Musikwissenschaftler, Hochschule für Musik Franz Liszt Weimar
- 2010: Kärin Nickelsen, Biologin, Wissenschaftshistorikerin und Philologin, Universität Bern (seit 2011 Lehrstuhlinhaberin für Wissenschaftsgeschichte an der Ludwig-Maximilians-Universität München)
- 2011: Sabine Anagnostou, Pharmazeutin und Pharmaziehistorikerin, Universität Marburg (seit 2013 Professorin für Geschichte der Pharmazie in Marburg)
- 2013: Martin Düchs, Architekt und Philosoph, München
- 2014: Anna Lena Bercht, Geographin und Psychologin, Universität Kiel
- 2015: Stefanie Coché, Historikerin, Universität zu Köln
- 2016: Hauke Horn, Architekt und Kunsthistoriker, Johannes Gutenberg-Universität Mainz
- 2017: Amina Hoppe, Juristin, Universität Jena
- 2018: Maximilian Haars, Pharmaziehistoriker, Philipps-Universität Marburg[2]
- 2019: Robert Ranisch, Medizinethiker, Universität Potsdam
- 2020: Suddha Sourav, Biomediziner, Universität Hamburg
- 2021: Ulrich Schneider, Medizinethiker, Universität Jena
- 2022: Dominik Berrens, Klassischer Philologe und Biologe, Universität Innsbruck
- 2023: Carli Peters, Zooarchäologin, Max-Planck-Institut für Geoanthropologie[3]